# El Salitre, San Martín Hidalgo
El Salitre är en ort i Mexiko.   Den ligger i kommunen San Martín Hidalgo och delstaten Jalisco, i den centrala delen av landet, 500 km väster om huvudstaden Mexico City. El Salitre ligger 1 262 meter över havet och antalet invånare är 2 434.
Terrängen runt El Salitre är platt västerut, men österut är den kuperad. Runt El Salitre är det ganska tätbefolkat, med 90 invånare per kvadratkilometer. Närmaste större samhälle är Ameca, 19,9 km väster om El Salitre. Trakten runt El Salitre består till största delen av jordbruksmark.